# Barry Joule
Barry Joule (nacido en 1954/1955) es un escritor canadiense conocido por haber sido amigo del artista Francis Bacon, quien tras su muerte en 1992 le dejó una cantidad sustancial de su material de archivo a Joule. También fue amigo del bailarín Rudolf Nuréyev y de la modelo Toto Koopman.

## Asociación con Francis Bacon
Joule, un periodista canadiense, solía vivir cerca de la casa y el estudio de Bacon en 7 Reece Mews, South Kensington, Londres, en 1978, cuando se conocieron y se hicieron amigos cercanos.
Bacon le pidió a Joule que destruyera una de las dos pinturas de su estudio, diciendo que era «la de la izquierda». Joule la cortó debidamente de su marco y la quemó, solo para recibir una llamada telefónica «furiosa» algunas horas después a las 4 a. m. que había quemado la equivocada (aparentemente Bacon había confundido su izquierda y derecha). Al 2018, la obra de arte destruida habría valido alrededor de £ 35 millones.
En septiembre de 2019, Joule dijo que era el modelo de la serie de siete pinturas de Bacon de la década de 1980 que representaban «un torso y piernas masculinos, desnudos excepto por unos zapatos deportivos y rodilleras de cricket». En una de las pinturas, Joule pensó que era reconocible, así que Bacon oscureció su cabeza: «Ahí, ahora creo que te ves mucho mejor de esta manera, solo lo esencial aquí ... y absolutamente ninguna cabeza de qué preocuparse. Espero que estés feliz ahora».

### Colección Tate
En 2004, Joule donó más de 1200 bocetos, fotografías y documentos a la Tate, que luego se estimó en 20 millones de libras esterlinas. Joule se quedó con «una pequeña cantidad de artículos» y, a partir de 2004, planeaba legarlos a la Tate en una fecha posterior.
En agosto de 2021, Joule amenazó con cancelar su obsequio a la Tate, diciendo que la galería no había cumplido sus compromisos de montar exposiciones de los artículos donados. También dijo que podría cancelar un legado planeado a la Tate de un autorretrato de 1936 y otras nueve pinturas de Bacon del mismo período.

## Asociación con Rudolf Nuréyev y Toto Koopman
Joule era amigo del bailarín Rudolf Nuréyev y se mudó a su apartamento de París a mediados de septiembre de 1992 para ayudar a cuidarlo. También era amigo de la modelo Toto Koopman, y heredó de ambos. Joule escribió el obituario de Nureyev para The Independent.

## Apariciones
En 2004, Joule apareció en la película Strange World of Barry Who?, dirigida por Margy Kinmonth. Poco después de que se mostrara en BBC Four, ladrones de arte profesionales irrumpieron en su casa distintiva del siglo XV en Normandía, Francia, y robaron una pintura de Bacon, Pope, por valor de aproximadamente £ 8 millones. Joule dice que les había dicho a los realizadores del programa que no filmaran el exterior de su casa o la pintura por razones de seguridad, ya que era demasiado caro asegurarlo.
En 2017, apareció en la película Francis Bacon: A Brush with Violence, dirigida por Richard Curson Smith.